# Emilio Molina
Emilio Molina (San Fernando del Valle de Catamarca, 1868 – La Plata, 29 de abril de 1919), empresario y político, décimo noveno gobernador constitucional de la provincia de Catamarca. Período 1908-1912.
El 1° de mayo de 1908 fue elegido gobernador de la provincia el doctor Emilio Molina y vicegobernador el Dr. Alberto Navarro (hijo del General Octaviano Navarro). Les acompañaron como ministros, los señores D. Luis G. Herrera, Dr. Justo P. Ibañez, D. Rafael Robín Escalante y el profesor José Palemón Castro.
Durante su administración, y por sus activas gestiones, el gobierno nacional terminó la construcción de la línea férrea a Tinogasta y Andalgalá; la instalación de líneas telegráficas a Ambato, Piedra Blanca, el Alto, Las Cañas y Fiambalá; la fundación de la Escuela de Artes y Oficios; la terminación de la Escuela Normal Regional de Maestros; la construcción de caminos de Ocho Vados a La Puerta; de Piedra Blanca a Paclín; de La Puerta a Singuil; de Andalgalá a Concepción; de Ancasti a Icaño, etc.
También se sancionó la ley del Registro de la Propiedad; se creó una comisión de policía volante para los departamentos de La Paz, Santa Rosa, Ancasti y El Alto; se realizaron trabajos de perforación en Monte Potrero y La Bajada, departamento de Paclín; se sancionó la ley que prohíbe el trabajo dominical por cuenta ajena, etc.
Durante el gobierno del doctor Molina, el sumo pontífice San Pío X erige mediante la Bula Solicitudene la diócesis de Catamarca (5 de febrero de 1910), siendo designado primer obispo monseñor Bernabé Piedrabuena, destacada figura del clero tucumano.
El 10 de febrero de 1912 el Congreso de la Nación sancionó la ley Sáenz Peña, por ser auspiciada por el presidente doctor Roque Sáenz Peña. Dicha ley impuso el voto secreto y obligatorio, y fusionó los registros militares con los electorales, disponiendo que la libretas de enrolamiento certificaran la identidad del sufragante, etc. La ley Sáenz Peña determinó una reforma electoral, en aquellos momentos imperiosa, para asegurar la libertad y la verdad comiciales pocas veces logradas hasta entonces. 
El Dr. Emilio Molina era hijo del gobernador Mardoqueo Molina y Bazán. 
- Datos: Q5664272